# Richard Jordan Gatling
Richard Jordan Gatling (født 12. september 1818 – død 26. februar 1903) var en amerikansk opfinder. Bedst kendt for opfindelsen af Gatling-maskingeværet, verdens første vellykkede maskingevær.